# Taumar
Taumar, è un'isola leggendaria localizzata nell'Oceano Atlantico occidentale, che sarebbe stata situata vicino alla più conosciuta Antilia.

## Storia
La sua leggenda è legata strettamente alla fantomatica Antilia, sede di sette città abitate da cristiani fuggiti dalla penisola iberica dopo l'invasione iniziata nel 711 da parte degli Arabi.

## Geografia e cartografia
L'isola, situata nei pressi delle Azzorre, appare sulle carte a nord della più grande Saluaga, separata da un piccolo stretto, e la sua forma è di mezzaluna.
L'isola appare su una mappa di Grazioso Benincasa, cartografo del Quattrocento.